# Seznam chráněných území v okrese Děčín
Toto je seznam chráněných území v okrese Děčín aktuální k roku 2021, ve kterém jsou uvedena chráněná území v oblasti okresu Děčín.
| Kód  | Obrázek                                                                                      | Typ  | Název                     | Rozloha (ha) | Galerie Commons                                                                | Popis území | Souřadnice                       |
| ---- | -------------------------------------------------------------------------------------------- | ---- | ------------------------- | ------------ | ------------------------------------------------------------------------------ | --- | -------------------------------- |
| 1784 | Bledule jarní v PR Arba                                                                      | PR   | Arba                      | 3,98         | Kategorie „Arba (nature reserve)“ na Wikimedia Commons                         | Podmáčená louka s bohatou zvířenou a květenou | 50°49′11″ s. š., 14°21′21″ v. d. |
| 2418 | Bobří potok                                                                                  | PP   | Bobří soutěska            | 0,81         | Kategorie „Bobří soutěska“ na Wikimedia Commons                                | Ukázka zpětné eroze v čedičovém tělese | 50°39′27″ s. š., 14°20′45″ v. d. |
| 2214 | východnější, vilsnická část chráněného území                                                 | PR   | Bohyňská lada             | 14,54        | Kategorie „Bohyňská lada“ na Wikimedia Commons                                 | Jedinečný fragment tzv. orchideových luk s koncentrovaným výskytem mnoha zvláště chráněných druhů rostlin (např. hadilka obecná, hvozdík pyšný, pětiprstka žežulník, prstnatec májový, prstnatec Fuchsův, vemeník dvoulistý, vstavač kukačka, vstavač osmahlý). | 50°44′54″ s. š., 14°8′22″ v. d.  |
| 2433 | celkový pohled na NPP Březinské tisy od Březin                                               | NPP  | Březinské tisy            | 35,71        | Kategorie „Březinské tisy“ na Wikimedia Commons                                | Smíšené porosty s vtroušeným tisem, paleontologické naleziště Bechlejovická stěna | 50°45′25″ s. š., 14°14′45″ v. d. |
| 583  | PR Čabel                                                                                     | PR   | Čabel                     | 9,18         | Kategorie „Čabel“ na Wikimedia Commons                                         | Ochrana typického rašeliniště se vzácnou florou na pískovcovém podkladě. | 50°49′ s. š., 14°17′15″ v. d.    |
| 51   | České středohoří, hora Milešovka                                                             | CHKO | České středohoří          | 107 000      | Kategorie „České středohoří“ na Wikimedia Commons                              | | 50°39′5″ s. š., 14°13′33″ v. d.  |
| 55   | NPO České Švýcarsko                                                                          | NP   | České Švýcarsko           | 7 900        | Kategorie „České Švýcarsko“ na Wikimedia Commons                               | | 50°53′ s. š., 14°23′22″ v. d.    |
| 2102 | Hofberg                                                                                      | PP   | Hofberg                   | 0,83         | Kategorie „Hofberg (natural monument)“ na Wikimedia Commons                    | Ochrana zachovalého lučního společenstva. | 50°51′20″ s. š., 14°20′37″ v. d. |
| 5946 | Modrá u Děčína a Holý vrch z Kozí dráhy                                                      | PR   | Holý vrch u Jílového      | 40,6         | Kategorie „Holý vrch u Jílového“ na Wikimedia Commons                          | Lesní společenstva na čedičovém vrchu s kamennými moři | 50°46′21″ s. š., 14°5′7″ v. d.   |
| 2010 | Pohled na vchod do jeskyně                                                                   | PP   | Jeskyně pod Sněžníkem     | 0,10         | Kategorie „Jeskyně pod Sněžníkem“ na Wikimedia Commons                         | Unikátní geologický jev - systém podzemních pseudokrasových dutin-spojený s fluoritovou mineralizací | 50°47′18″ s. š., 14°6′44″ v. d.  |
| 1643 | Jílovské tisy                                                                                | PP   | Jílovské tisy             | 26,15        | Kategorie „Jílovské tisy“ na Wikimedia Commons                                 | Větší lokalita tisů na příkrých stráních vrchu Výrovna (České středohoří) | 50°45′24″ s. š., 14°5′39″ v. d.  |
| 1655 | Kamenec (519 m) se suťovými poli v PR Kamenná hůra z rozhledny na Strážném vrchu u Merboltic | PR   | Kamenná hůra              | 56,74        | Kategorie „Kamenná hůra (nature reserve, Děčín District)“ na Wikimedia Commons | Vrchol Kamence s balvanitými svahy a sutěmi, s ledovými jamami a ventaroly | 50°42′17″ s. š., 14°21′15″ v. d. |
| 5608 | Kaňon Labe                                                                                   | NPR  | Kaňon Labe                | 443,27       | Kategorie „Kaňon Labe (natural nature reserve)“ na Wikimedia Commons           | Přirozené lesní porosty na pravém svahu kaňonu řeky Labe tvořené především acidofilními a květnatými bučinami, suťovými lesy a bory a tvořícími biotop vzácných a ohrožených druhů rostlin a živočichů; geomorfologicky ojedinělý útvar pravého svahu kaňonu řeky Labe tvořeného formami pseudokrasového reliéfu v kvádrových pískovcích svrchní křídy vyskytujícími se zde především v podobě rozsáhlých skalních stěn, věží a složitě členěných hřbetů, suťových polí, soutěsek a jeskyní, se specifickými rostlinnými a živočišnými společenstvy | 50°50′4″ s. š., 14°14′ v. d.     |
| 614  | západní část chráněného území                                                                | PP   | Kytlice                   | 0,99         | Kategorie „Kytlice (natural monument)“ na Wikimedia Commons                    | Ochrana masového výskytu šafránu jarního na pravidelně kosených přirozených vlhkých loukách. | 50°48′4″ s. š., 14°32′20″ v. d.  |
| 53   | Skalní město u Holého vrchu                                                                  | CHKO | Labské pískovce           | 24 500       | Kategorie „Labské pískovce“ na Wikimedia Commons                               | | 50°56′55″ s. š., 14°23′14″ v. d. |
| 216  |                                                                                              | PP   | Líska                     | 6,52         | Kategorie „PP Líska“ na Wikimedia Commons                                      | Ochrana lesních společenstev charakteru suťových lesů a květnatých bučin s masovým výskytem měsíčnice vytrvalé (Lunaria rediviva) a s výskytem dalších zvláště chráněných druhů rostlin (lilie zlatohlavá, áron plamatý). | 50°50′10″ s. š., 14°28′21″ v. d. |
| 1914 | pohled na lokalitu od severozápadu                                                           | PP   | Louka u Brodských         | 0,68         | Kategorie „Louka u Brodských“ na Wikimedia Commons                             | Bohaté naleziště mokřadních druhů | 50°52′ s. š., 14°28′33″ v. d.    |
| 54   | CHKO Lužické hory                                                                            | CHKO | Lužické hory              | 27 000       | Kategorie „Category:Lusatian Mountains“ na Wikimedia Commons                   | | 50°50′18″ s. š., 14°36′19″ v. d. |
| 5979 | PR Maiberg                                                                                   | PR   | Maiberg                   | 9,3          | Kategorie „Maiberg (nature reserve)“ na Wikimedia Commons                      | Mozaika dubohabřiny a suťového lesa s výskytem lilie zlatohlavé | 50°48′39″ s. š., 14°23′25″ v. d. |
| 1783 | Marschnerova louka od jihu                                                                   | PR   | Marschnerova louka        | 1,5377       | Kategorie „Marschnerova louka“ na Wikimedia Commons                            | Jedinečná mokřadní louka s výskytem vstavačovitých a dalších významných druhů | 50°52′33″ s. š., 14°28′28″ v. d. |
| 1793 | Chřibská Kamenice                                                                            | PP   | Meandry Chřibské Kamenice | 8,53         | Kategorie „Meandry Chřibské Kamenice“ na Wikimedia Commons                     | Meandrující tok Chřibské Kamenice a potoční niva tohoto toku mezi obcemi Všemily a Srbská Kamenice - ochrana procesů samovolného vývoje toku a zachování typické ukázky erozního působení vodního toku s doprovodnou zelení, mokřadními biotopy a lučními porosty; obnažené kolmé břehy, ploché písčité břehy; útočiště řady rostlinných a živočišných druhů | 50°50′13″ s. š., 14°21′43″ v. d. |
| 1728 | Pohled od silnice                                                                            | PP   | Nebočadský luh            | 11,99        | Kategorie „Nebočadský luh“ na Wikimedia Commons                                | Slepé říční rameno na Labi s lužním porostem, hnízdiště a zimoviště ptactva | 50°43′15″ s. š., 14°11′33″ v. d. |
| 2254 | Noldenteich                                                                                  | PP   | Noldenteich               | 1,60         |                                                                                | Rybníček s přirozenými břehovými porosty a výskytem řady cenných rostlinných společenstev, jde o nejbohatší lokalitu zvláště chráněné rosnatky okrouhlolisté. | 50°48′46″ s. š., 14°26′15″ v. d. |
| 1638 | PR Pavlínino údolí                                                                           | PR   | Pavlínino údolí           | 183,00       | Kategorie „Pavlínino údolí“ na Wikimedia Commons                               | Říční kaňon na říčce Chřibská Kamenice v geologickém podloží křemenných pískovců středního až svrchního turonu a fluviálních a deluviálních sedimentů s čedičovými kameny, ochrana celé geobiocenózy jediného kaňonu na této říčce, významný fenomén vysoké estetické hodnoty z geomorfologického hlediska, významné útočiště řady rostlinných a živočišných druhů | 50°50′48″ s. š., 14°24′12″ v. d. |
| 1892 | Pekelský důl                                                                                 | PR   | Pekelský důl              | 0,48         | Kategorie „Pekelský důl“ na Wikimedia Commons                                  | Slatinná louka s masovým výskytem prstnatce májového | 50°48′46″ s. š., 14°24′30″ v. d. |
| 1890 | Pohled na jednu z chráněných luk                                                             | PP   | Pod lesem                 | 20,7757      | Kategorie „Pod lesem“ na Wikimedia Commons                                     | Zbytek květnatých luk s významnými druhy rostlin | 50°46′12″ s. š., 14°5′46″ v. d.  |
| 339  | Pravčická brána                                                                              | NPP  | Pravčická brána           | 1,11         | Kategorie „Prebischtor“ na Wikimedia Commons                                   | Skalní most, jeden z největších na světe, v kvádrových pískovcích středního turonu. | 50°53′1″ s. š., 14°16′53″ v. d.  |
| 590  | Růžák                                                                                        | NPR  | Růžák                     | 92,82        | Kategorie „Růžák“ na Wikimedia Commons                                         | Ochrana přirozených smíšených porostů a typické teplomilné květeny na čedičovém podkladě. | 50°49′58″ s. š., 14°19′52″ v. d. |
| 2101 | Pohled na rybník z hráze                                                                     | PP   | Rybník u Králova mlýna    | 0,60         | Kategorie „Rybník u Králova mlýna“ na Wikimedia Commons                        | Ochrana ohrožených druhů rostlin, živočichů a mokřadních biotopů. | 50°50′1″ s. š., 14°9′20″ v. d.   |
| 6104 | PP Sojčí rokle                                                                               | PP   | Sojčí rokle               | 3,4905       | Kategorie „Sojčí rokle“ na Wikimedia Commons                                   | Cenný geomorfologický útvar pískovcové rokle s výskytem významné populace vláskatce tajemného a dubohabrovým a suťovým lesem přírodě blízkého charakteru | 50°48′28″ s. š., 14°23′5″ v. d.  |
| 2260 | Doubice od severu                                                                            | PR   | Spravedlnost              | 11,16        | Kategorie „Spravedlnost (Lužické hory)“ na Wikimedia Commons                   | Suťová jilmojasanová javořina a bohatá jedlobučina, významné bylinné patro se vzácnými a zvláště chráněnými rostlinami. | 50°52′47″ s. š., 14°28′1″ v. d.  |
| 1753 | PR Stará Oleška                                                                              | PR   | Stará Oleška              | 10,81        | Kategorie „Category:Stará Oleška (nature reserve)“ na Wikimedia Commons        | Zachovalá část rybníka s litorálními porosty s bohatou květenou a zvířenou. | 50°47′51″ s. š., 14°20′15″ v. d. |
| 423  | PP Stříbrný roh                                                                              | PP   | Stříbrný roh              | 6,86         | Kategorie „Stříbrný roh“ na Wikimedia Commons                                  | Ochrana staré přirozené bučiny na čedičovém vrcholu. | 50°41′1″ s. š., 14°13′0″ v. d.   |
| 424  | Rozhledna na hoře Studenec                                                                   | PR   | Studený vrch              | 113,31       | Kategorie „Studenec (mountain)“ na Wikimedia Commons                           | Ochrana druhově bohatých lesních porostů charakteru květnatých i acidofilních bučin, suťových lesů a rozsáhlých ploch volných suťových polí na výrazném čedičovém vrchu. | 50°49′50″ s. š., 14°27′18″ v. d. |
| 1785 | Pohled na rybník Světlík v červenci 2018                                                     | PR   | Světlík                   | 65,75        | Kategorie „Světlík (nature reserve)“ na Wikimedia Commons                      | Ornitologická lokalita (migrační cesta tažných ptáků), vodní plochy s navazující litorální vegetací , vlhké, zrašeliněné a podmáčené louky s ohroženými a vzácnými druhy rostlin a živočichů, keřovité porosty vrb, hnízdiště vodních a mokřadních ptáků | 50°53′50″ s. š., 14°33′9″ v. d.  |
| 488  | Vápenka                                                                                      | PR   | Vápenka                   | 12,09        | Kategorie „Vápenka (Krásná Lípa)“ na Wikimedia Commons                         | Ochrana druhově bohatých lesních porostů charakteru květnatých bučin na vyvlečené kře jurských vápenců. Vápenka je významnou geologickou lokalitou na lužickém přesmyku, stýkající se zde všechny hlavní geologické jednotky severních Čech. Stará důlní štola slouží pro přezimování netopýrů. | 50°53′47″ s. š., 14°28′43″ v. d. |
| 774  | Velký rybník                                                                                 | PR   | Velký rybník              | 103,72       | Kategorie „Velký rybník(nature reserve)“ na Wikimedia Commons                  | Vodní plocha s navazujícími litorálními porosty rákosu, vlhké, zrašelinělé a podmáčené louky s výskytem ohrožených a vzácných druhů rostlin a živočichů, mokřadní olšiny, keřovité porosty vrb, významná migrační cesta tažných ptáků | 50°53′22″ s. š., 14°31′47″ v. d. |
| 6262 | interiér lesa ve spodní části chráněného území                                               | PP   | Vlčice                    | 27,31        | Kategorie „Vlčice (natural monument)“ na Wikimedia Commons                     | Relikt starých lesních porostů acidofilních bučin s vysokým podílem mrtvého dřeva | 50°58′56″ s. š., 14°28′3″ v. d.  |
| 1642 | Vrabinec                                                                                     | PR   | Vrabinec                  | 8,77         | Kategorie „Vrabinec“ na Wikimedia Commons                                      | Výrazná skalní dominanta Verneřického středohoří | 50°42′41″ s. š., 14°12′45″ v. d. |
| 2016 | Přírodní rezervace Za pilou                                                                  | PR   | Za pilou                  | 1,07         | Kategorie „Za pilou (nature reserve)“ na Wikimedia Commons                     | Slatinné louky s výskytem ohrožených druhů mokřadní flóry. | 50°48′45″ s. š., 14°20′56″ v. d. |
| 533  | Zlatý vrch                                                                                   | NPP  | Zlatý vrch                | 3,60         | Kategorie „Zlatý vrch (657 m)“ na Wikimedia Commons                            | Čedičový pahorek s lomovou stěnou 30 m vysokou, odkrývající sloupcovitou odlučnost horniny. | 50°49′19″ s. š., 14°27′54″ v. d. |

## Zrušená chráněná území
| Kód | Obrázek            | Typ | Název              | Rozloha (ha) | Galerie Commons                                     | Popis území | Souřadnice                       |
| --- | ------------------ | --- | ------------------ | ------------ | --------------------------------------------------- | --- | -------------------------------- |
| 642 |                    | PR  | Babylon            | 18,46        |                                                     | Autochtonní porosty buku a borovice. Nacházela se v I. zóně národního parku České Švýcarsko, začleněna pod správu národního parku.                             | 50°52′18″ s. š., 14°22′50″ v. d. |
| 595 | Nad Dolským mlýnem | PP  | Nad Dolským mlýnem | 1,27         | Kategorie „Nad Dolským mlýnem“ na Wikimedia Commons | Ochrana rašeliniště s rojovníkem bahenním na artéském prameni v pískovcích.                                                                                    | 50°51′7″ s. š., 14°20′11″ v. d.  |
| 596 | Ponova louka       | PR  | Ponova louka       | 13,55        | Kategorie „Ponova louka“ na Wikimedia Commons       | Zbytek autochtonního bukového porostu. Zrušena k 1. květnu 2007. Nacházela se v I. zóně národního parku České Švýcarsko, začleněna pod správu národního parku. | 50°53′6″ s. š., 14°19′33″ v. d.  |